# Elizabeth Bartlett
Elizabeth Bartlett (Deal, Reino Unido; 24 de abril de 1924 — 18 de junio de 2008) fue una poetisa británica.

## Biografía
Creció en Deal, Kent. Ganó una beca para estudiar en una grammar school. A los diecinueve se casó con Denis Perkins, y fue madrastra de sus dos hijos, Benedick y Adrian, y tuvieron a Alex. Vivió en Burgess Hill, oeste de Sussex, durante 60 años.
Trabajó 16 años en el servicio de salud.

## Premios
- 1996: Premio Cholmondeley